# لوریت
لوریت (انگلیسی: Laureate) شرکت آموزش آمریکایی است، که در سال ۱۹۹۸ تأسیس شد.